# Пихта благородная
Пи́хта благородная (лат. Abies procera) — вид растений рода Пихта (Abies) семейства Сосновые (Pinaceae).
Впервые пихта благородная была открыта Дэвидом Дугласом, шотландским ботаником и биологом. Данный вид был обнаружен им в северной части ущелья реки Колумбия.

## Описание
Дерево высотой до 80 м, толщина ствола до 2,2 м. Крона узкая конусообразная. Кора сероватая, тонкая, с возрастом утолщается и имеет глубокие трещины и наросты, которые зачастую в 4 раза шире, чем сами трещины. Пластинки коры красноватые. Ветви в верхней части кроны направлены вверх, в нижней — вниз; веточки расположены супротивно либо мутовчато, светло-жёлтые либо желтовато-коричневые, в течение первых двух лет имеют красноватое опушение.
Почки наружные либо скрыты в листьях, обычно тёмно-коричневые, яйцевидные, маленькие, не смолистые, либо с капелькой смолы на конце, закруглённые; основные чешуйки короткие, широкие, густо опушённые, не смолистые, края цельные либо городчатые, на окончании острые. Листья (хвоя) длиной 2—3,7 см, толщиной 2 мм, большей частью однорядные, гибкие, пахнут камфорой; в средней части часто прижаты к веточке на 2—3 мм, на концах отходят; в поперечном сечении плоские либо у плодовитых веток в виде трапеции. На нижней части листа видны две серовато-зелёные полоски, каждая с 4—5 устьичными линиями. Верхняя часть листа варьирует от сине-зелёного до серебристо-синего цвета, имеет одну серовато-зелёную полосу, иногда раздвоенную ближе к макушке. Полоса имеет 10, реже 8—13 устьичных линий в середине листа. На конце листья закруглённые, либо на плодовитых ветках несколько заострённые; возле краёв и нижнего эпидермического слоя имеют смолистые канавки.
Мужские шишки во время опыления фиолетовые либо красновато-коричневые. Женские шишки яйцевидно-цилиндрические, длиной 15—20 см, толщиной 7—10 см; вначале фиолетовые, затем желтовато- либо зеленовато-коричневые, бесчерешковые, на конце округлые. Чешуйки шишек 3—4 см, пушистые; имеют прижатые либо выступающие прицветники, обволакивающие чешуйки. Семена 15 мм длиной, 6 мм шириной, тёмно-красновато-коричневые, имеют крыло, по длине сравнимое с семенем; семяпочек 7—8.

## Отличие от схожих видов
Пихта благородная схожа с пихтой великолепной (Abies magnífica), которая сменяет её южнее от Каскадных гор. Различить их можно по строению листьев: у пихты благородной листья в верхней имеют продольную канавку в средней части, тогда как у пихты великолепной она отсутствует. У пихты великолепной листья, как правило, расположены дальше друг от друга.

## Распространение
В природе пихта благородная растёт на западе США, в горах северо-запада Орегона и Вашингтона на высоте 300—1500 м (реже — до 2700 м) над уровнем моря. Произрастает в смешанных хвойных лесах вместе с тсугой западной (лат. Tsuga heterophylla), елью ситхинской (лат. Picea sitchensis), туей складчатой (лат. Thuja plicata), псевдотсугой Мензиса (лат. Pseudotsuga menziesii), пихтой великой (лат. Abies grandis), пихтой шершавоплодной (лат. Abies lasiocarpa), пихтой миловидной (лат. Abies amabilis), тсугой горной (лат. Tsuga mertensiana), елью Энгельмана (лат. Picea engelmannii) и лиственницей западной (лат. Larix occidentalis).